# Gabriel Dupont
Gabriel Édouard Xavier Dupont (ur. 1 marca 1878 w Caen, zm. 2 sierpnia 1914 w Le Vésinet) – francuski kompozytor.

## Życiorys
Jego ojciec był organistą w katedrze w Caen. Początkowo uczył się muzyki u ojca, następnie u André Gedalge’a. Studiował kompozycję w Konserwatorium Paryskim u Julesa Masseneta i Charlesa-Marie Widora. W 1901 roku zdobył 2. nagrodę Prix de Rome. Jego opera La Cabrera znalazła się wśród trzech dzieł nagrodzonych w konkursie ogłoszonym w 1903 roku przez mediolańskie wydawnictwo Sonzogno, a kompozytor został za nią uhonorowany stypendium w wysokości 50 tys. lirów.
Skomponował opery La Cabrera (wyst. Mediolan 1904), La Glu (wyst. Nicea 1910), La Farce du curvier (wyst. Bruksela 1912) i Antar (wyst. Paryż 1921), poematy symfoniczne Hymne à Aphrodite i Le Chant de la destinée (1908), 14 utworów na fortepian Les heures dolentes (1903–1905, cztery z nich zorkiestrowane 1907), 10 utworów na fortepian La maison dans les dunes (1910), Poèmes d’automne na fortepian, kwintet fortepianowy Poème, Kwartet smyczkowy.